# 毕加索基金会出生故居博物馆

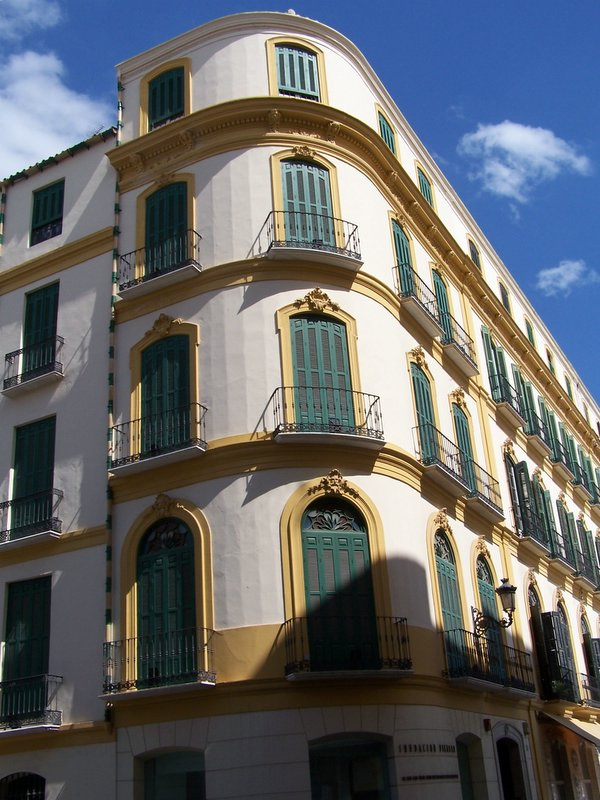
毕加索出生故居

毕加索基金会出生故居博物馆（西班牙語：Fundación Picasso Museo Casa Natal）是西班牙安达卢西亚自治区马拉加的一个博物馆，旨在宣传艺术家巴勃罗·毕加索的作品，是世界上众多关于毕加索的博物馆之一。它位于毕加索出生地圣母赎虏广场（Plaza de la Merced）15号，现在是出生故居博物馆（Museo Casa Natal）。
毕加索基金会由马拉加市政府创建于1988年。自成立以来，总部设在出生故居，是一处西班牙文化财产。2005年，它在同一广场的13号，又获得一个展览空间。
基金会下设毕加索文献中心、艺术收藏、文化促进部（负责组织展览和会议）；以及出生故居博物馆。2009年12月，毕加索基金会和保罗·克里斯蒂娜·伯纳德·鲁伊斯-毕加索基金会（Fundación Paul, Christine y Bernard Ruiz-Picasso）合并，安达卢西亚自治区政府同意将布埃纳维斯塔宫（Palacio de Buenavista，马拉加毕加索博物馆所在地）捐赠给基金会 。